# Pia Gjellerup
Pia Gjellerup (* 22. August 1959 in Frederiksberg) ist eine dänische Rechtsanwältin und sozialdemokratische Politikerin. 

## Leben
Gjellerup ist die Tochter eines Rechtsanwalts. Nach dem Besuch der Metropolitanskolen studierte sie von 1978 bis 1980 an Dänemarks Technischer Universität und erlangte 1985 an der Universität Kopenhagen den juristischen Abschluss cand.jur. 1990 wurde sie als Rechtsanwältin zugelassen.
Ab dem 8. September 1987 war Gjellerup als Vertreterin der Partei Socialdemokraterne im Wahlkreis Vestre Storkreds Mitglied des dänischen Parlaments. Sie war dänische Justizministerin vom 25. Januar bis zum 29. März 1993, Wirtschaftsministerin vom 23. März 1998 bis zum 21. Dezember 2000 und dann Finanzministerin bis zum 27. November 2001. Am 20. Februar 2007 gab sie ihr Mandat zurück. 
Nach ihrem Ausscheiden aus dem Parlament war Gjellerup von 2007 bis 2014 für die Gewerkschaft der Juristen und Ökonomen DJØF (Dansk Jurist- og Økonomforbund) tätig, deren politische Abteilung sie die meiste Zeit leitete. Seit 2014 ist sie Leiterin des Center for Offentlig Innovation (COI) in Kopenhagen.
Gjellerup ist ledig und lebt mit ihrer Schwester in Frederiksberg.